# Монах Григорије Хиландарац
Григорије Хиландарац (почетак XV века), српски учени монах, преводилац и преписивач из времена српске Деспотовине.

## Живот и дело
Деспот Стефан Лазаревић наручио је од Григорија препис Хронике византијског писца из XII века Јована Зонаре, у којој се помињу и Срби и која је била важан извор знања и један од источника историјске и националне свести у Србији ХIV и XV в. Вероватно преведена још за владавине краља Милутина, Хроника у старом препису није се деспоту Стефану чинила поузданом, па је Григорије 1407. или 1408. исправио грубе грешке и допунио Зонару упоређујући његове изворе (Стари и Нови завет, грчки монах Георгије Хамартол, Ксенофон и Херодот, Апијан Ретор и Дион Касије, Евсевије Кесаријски, Теодор Критски и Никита Ретор). Ова редакција Зонарине Хронике ушла је у науку под називом Паралипомен. У запису уз свој препис, Григорије хвали Деспота Стефана као узорног књижевног посленика, даје практична ортографска упутства за преписивање и исправљање књига, диви се класичној старини и испољава ретку критичност и ерудитске тежње које сведоче о буђењу интереса за античку културу.

## Превод на савремени српски језик
- „Григорије Хиландарац уз словенси текст Зонарине Хронике“, у Стари српски записи и натписи, приредио Милорад Павић, Београд, Просвета и СКЗ, 1986, Стара српска књижевност у 24 књиге, књ.24, стр. 95–98.